# Vernetzte Natriumcarboxymethylcellulose
Vernetzte Natriumcarboxymethylcellulose (auch Croscarmellose-Natrium) ist ein wasserunlöslicher, quellfähiger Vielfachzucker, der als Hilfsstoff in der Arzneimittelherstellung und Lebensmitteltechnologie verwendet wird.
Chemisch handelt es sich um das Natriumsalz von quervernetzter Carboxymethylcellulose.

## Herstellung
Die Herstellung beginnt wie bei Carboxymethylcellulose beschrieben mit der Umwandlung gemahlener Cellulose. Die Vernetzung der Carboxymethylcellulose-Polymerketten erfolgt mithilfe von Glycolsäure, die sich aus überschüssiger Chloressigsäure aus dem vorangegangenen Prozessschritt bildet. Deprotonierung der Carboxygruppen durch die gebildete Säure ermöglicht dann die Ausbildung von Bindungen zu anderen Polymerketten. Der Grad der Vernetzung kann dabei über pH-Wert und Temperatur gesteuert werden. Vernetzungsmittel werden nicht verwendet.

## Eigenschaften
Durch die Quervernetzung der Polymerketten ist Croscarmellose-Natrium – anders als das Natriumsalz der unvernetzten Carmellose – praktisch unlöslich in Wasser. Es hat jedoch ein hohes Wasserbindevermögen und quillt unter Wasseraufnahme auf das 4- bis 8-fache seines Volumens auf. In Aceton, Ethanol, Toluol und Diethylether ist Croscarmellose-Natrium ebenfalls so gut wie nicht löslich. Es liegt als weißes geruchloses Pulver vor.
Der Substitutionsgrad, d. h. die durchschnittliche Anzahl der ersetzten Hydroxygruppen pro Glucose-Einheit, beträgt bei offizinellen Qualitäten typischerweise 0,60 bis 0,85.
Croscarmellose wird nicht resorbiert.

## Verwendung

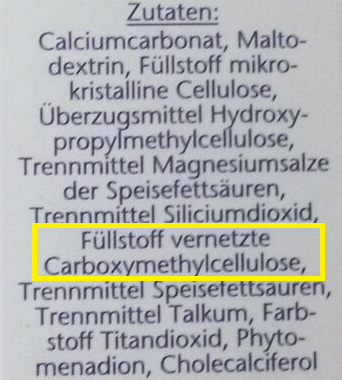
Zutatenliste eines Nahrungsergänzungsmittels (ohne Angabe der E-Nummer)

### Pharmaindustrie
Croscarmellose-Natrium wird als Zerfallsbeschleuniger („Tablettensprengmittel“) für Tabletten, Kapseln und Granulate verwendet. Es bewirkt, dass die Arzneiform im Magen-Darm-Trakt rasch desintegriert, was die Voraussetzung für die Freisetzung des Arzneistoffes bzw. der Arzneistoffe ist. Verarbeitungstechnisch ist Croscarmellose-Natrium sowohl für die Direkttablettierung als auch für die Feuchtgranulierung geeignet. Die Einsatzkonzentrationen liegen bei 0,5–5 % für Tabletten bzw. 10–25 % für Kapseln, bezogen auf das Gewicht der Tablette oder Kapsel.

### Lebensmittelindustrie
Der modifizierte Cellulosegummi fungiert als Verdickungsmittel und Füllstoff. Er darf nur für Nahrungsergänzungsmittel und Süßstofftabletten verwendet werden. Die Deklaration auf der Zutatenliste kann dabei mithilfe der E-Nummer oder der Nennung der Funktionsklasse und einer der Synonyme erfolgen.
Der modifizierte Cellulosegummi wurde als gesundheitlich unbedenklich eingestuft und ist in der Europäischen Union weiterhin als Lebensmittelzusatzstoff zugelassen. Für die Verwendung gelten Höchstmengenbeschränkungen von 50 Gramm Zusatzstoff pro Kilogramm Tafelsüßen in Pulver- und Tablettenform. Für Nahrungsergänzungsmittel liegt die zugelassene Höchstmenge bei 30 Gramm. In speziellen Verfahren wird Croscarmellose-Natrium auch als geschmacksmaskierender Zusatz eingesetzt.

## Handelsnamen
Ac-Di-Sol, Disolcel, Explocel, Nymcel,  Pharmacel, Primellose, Solutab, Vivasol